# Moscheea Sultan Valide
Moscheea Sultan Valide sau Moscheea Nouă (Yeni Camîi) este o moschee imperială otomană reprezentativă și un monument emblematic al Istanbulului din epoca de înflorire a imperiului. Ea domină latura de răsărit a întinsei piețe Eminőnǖ, pe latura sudică a Cornului de Aur, la întâlnirea apelor acestuia cu cele ale Bosforului și la răsărit de Podul Galata.

## Istoric
Piatra ei de temelie s-a așezat în 1597 la inițiativa mamei sultanului Mehmed al III-lea, pe nume Safiye. Odată cu moartea sultanului, lucrările s-au întrerupt șapte decenii, fiind reluate abia în 1660 de către o mamă de sultan (în turcă Sultan Valide), pe nume Turhan Hatice. Era mama sultanului Mehmed al IV-lea. 
Inițiativa sultanei Safiye de a construi moscheea a fost împiedicată de disensiuni politice legate de amplasament și de costuri. Cartierul Eminönü era locuit de mulți evrei, iar mama sultanului voia să întindă influența Islamului în oraș. Ea a mizat pe nemulțumirea negustorilor musulmani față de concurența crescândă a evreilor. Această situație a servit sultanei un pretext comod pentru confiscarea bunurile ecreilor, cu toate că nemulțumirea se manifesta puternic, chiar în rândul ienicerilor. În 1597, primul arhitect ales a fost Davut Ağa, un ucenic al marelui Mimar Sinan. Dar acesta a murit și a fost înlocuit cu Ahmed Cavus Dalgiç, în 1599. Datorită morții soțului, sultana Safiye a abandonat proiectul. Edificiul abandonat a început să se degradeze, iar în 1660 a suferit și un incendiu. În anul următor arhitectul imperial Mustafa Ağa i-a sugerat mamei sultanului (Sultan Valide) Mehmed al IV-lea să termine lucrarea, pentru a-și demonstra pietatea. Moscheea a fost terminată în anul 1663 și inaugurată în 1665.

## Situare
Moscheea este situată pe o platformă artificială înaltă, împreună cu tradiționala curte interioară (avlu). Domină latura de răsărit a vastei Piața Eminőnű de la capătul Podului Galata. S-a ridicat pe locul unuia dintre cele mai animate și prospere cartiere ale Constantinopolului bizantin și otoman, în proximitatea celui mai important port antic și medieval al fostei capitale. Portul este și astăzi extrem de animat de cursele navale locale, pescărești și turistice. În raport cu apele marine, moscheea se află la unirea golfului Cornul de Aur cu strâmtoarea Bosfor.

## Arhitectura
Exteriorul prezintă un aspect piramidal compus din șaizeci și șase de cupole și semicupole. Planul edificiului principal al moscheii este inspirat atât de planurile lui Mimar Sinan pentru Moscheea Șehzade, cât și din planurile arhitectului Ședejhar Mehmed Ağa pentru Moscheea Albastră.
Diferența de nivel dintre piață și platforma moscheii este mare așa că trebuie urcate un număr apreciabil de trepte ale unei scări largi asemănătoare cu un trunchi de piramidă cu trei laturi. În centrul curții interioare tronează tradiționala fântâna a abluțiunilor rituale, a purificării (sadirvan). Are un plan hexagonal și este atât de cochetă încât reprezintă una dintre cele mai reușite piese ale arhitecturii turce. Adevărata spălare rituală se face, însă, la niște robinete de pe latura de sud a curții.
Curtea are ziduri foarte înalte și latura de 39 de metri. Este înconjurată spre interior de un portic cu 24 de cupole scunde, sprijine pe coloane zvelte și unite prin arcuri. Spre exterior zidurile curții interioare sunt impresionante prin înălțime și masivitate. La nivelul de jos zidurile curții sunt străpunse de ferestre cu grilaje. Deasupra sunt practicate imitații de ferestre închise de zidărie. Din interiorul curții se pot observa ornamentații cu faianță de Iznik pe o porțiune de fațadă a edificiului principal. Piatra de construcție a fost adusă din insula Rodos.
Pe latura dinspre Cornul de Aur moscheea etalează două loggii prelungi și suprapuse. Cea de jos este plasată exact la înălțimea platformei pe care este așezat edificiul și curtea sa interioară. Loggiile reprezintă un element constructiv foarte asemănător celui de la Moscheea Albastră.
Planul spațiului de rugăciune, adică al interiorului, se aseamănă cu cel al Moscheii Albastre. Patru pilaștri cilindrici gigantici susțin cupola centrală și alte patru semicupole sprijinite pe arcuri. La interior, atât pe pereții cât și pe pilaștrii sunt placați cu atât de iubita faianță albăstruie de Iznik.
Planul interior se desfășoară pe un careu cu latura de 41 metri, cu patru pilaștri masivi în partea centrală, pilaștri care susțin impresionanta cupolă centrală, sprijinită pe arcurile unor mari semi-cupole laterale. Pe laturi și mai retrase față de spațiul central, se întind șiruri de coloane fine, unite și ele prin arcuri variate ca stil. Cupola are un diametru de 17,5 metri și o înălțime de 36 de metri de la paviment. Spațiul sălii de rugăciune este amplificat de cel aflat sub semi-cupole și sub multe cupole mici plasate pe la colțurile navei și ale galeriilor. Partea de jos a interiorului edificiului este decorată în albastru, verde și alb, cu faianță de Iznik. Înălțimile cupolei, ale semi-cupolelor și ale micilor cupole adiacente sunt acoperite cu frescă cu motive geometrice și florale, în aceeași gamă coloristică plus unele elemente de roz.
În colțul de nord-est se află Loggia imperială, închisă de un ecran perforat artistic și aurit. Loggia de rugăciune a sultanului este unită printr-o trecere la înălțime de un mic pavilion imperial atașat edificiului principal. Este vorba de un mic pavilion extern, ornamentat cu ferestre multicolore, cu uși sculptate și cu faianțe fine. În zidăria edificiului s-a încorporat o veche poartă a fortificațiilor vechiului Constantinopol, Poarta Hebraica. Constructorii turci au adus porții antice unele modificări estetice, pentru a servi exclusiv accesului sultanului. Astfel, această poartă a fostelor fortificații a devenit una dintre cele mai bine protejate de vitregiile timpului și de acțiunile oamenilor.
Mihrabul este decorat cu stalactite aurite, iar mimberul este acoperit de un foișor conic cu colonete fine.

## Împrejurimi
Asemănător unor alte moschei imperiale din Istanbul, Moscheea Sultan Valide este cunoscută drept o külliye, adică un complex cu structuri adiacente pentru servicii culturale și religioase. Complexul avea un spital, o școală primară, băi publice, mausoleu (türbe), două fântâni publice și o piață. Complexului i-a fost adăugată o bibliotecă pe timpul domniei sultanului Ahmed al III-lea. Mausoleul (türbe) din fosta curte exterioară, astăzi invadată de alte comstrucții, adăpostește mormântul Sultanei Valide, Hadice Turhan, al fiului său Mehmed al IV-lea, precum și pe acelea a unuor sultani de mai târziu, Mustafa al II-lea, Ahmed al II-lea, Mahmud I-ul, Osman al III-lea și Murad al V-lea. La sud, adică pe partea opusă Cornului de Aur, pe o suprafață întinsă s-a înrădăcinat un bazar aparte, plin de tarabe deschise, ca de târg, pentru cumpărători în căutare de chilipiruri.
Impunătoarea Moschee Sultan Valide reprezintă o imagine familiară în peisajul general al Constantinopolului otoman și domină cu autoritate Piața Eminőnű. Cu cascada structurilor ronde ce pornesc de la cupolă spre bază și cu cele două minarete înconjurate de către trei balcoane, se bucură de trăsături elegante, pline de originalitate. Înconjurată din zori și până în noapte de o animație sufocantă, se definește drept unul dintre polii de reper citadini dintre cei mai populari, atât pentru localnici, cât și pentru vizitatori.
Pe timp călduros spațiile ei impresionante îmbie cu răcoare și liniște pe turiștii neobosiți și grăbiți. În Istanbul, din acest motiv, sunt vizitate foarte multe moschei vechi, monumente ale căror particularități stilistice nu le pot sesiza turiștii de rând. Foarte puțini turiști au cultura și interesul necesar pentru latura arhitectonică, artistică sau istorică a monumentelor religioase.

## Bazarul egiptean
În anul 1663, Bazarul Egiptean (Misir Çarsisi), numit obișnuit și Bazarul Mirodeniilor, a fost construit în imediata apropiere a Moscheii Sultan Valide (sau Moscheea Nouă), între o concesiune venețiană și o parte a cartierului evreiesc. Ca și în cazul altor moschei importante, închirierea de magazine avea rolul de a finanța întreținerea locașului și „supa populară“, adică o mâncare de pomană pentru săraci, care se servea într-un clădire anexă. Bazarul a fost comandat tot de Hatice Turhan, mama Sultanului Muhamed al IV-lea, ctitorul locașului de cult. Prin această nouă idee transpusă în practică sultana mamă a dat o și mai mare greutate împrejurimilor moscheii sale, unindu-le cu  oportunitățile portului din imediata apropiere

## Galerie de imagini

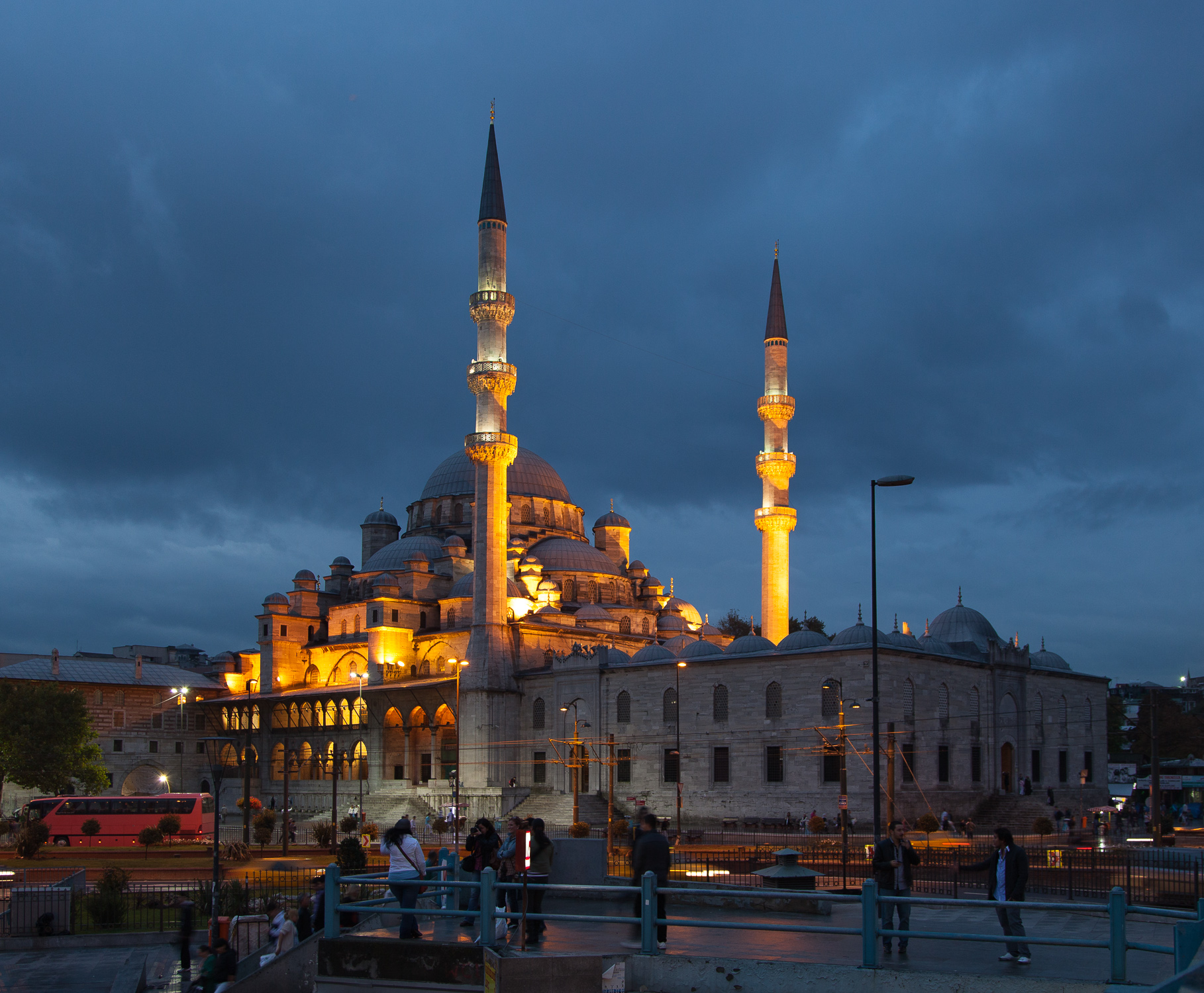
Moscheea.
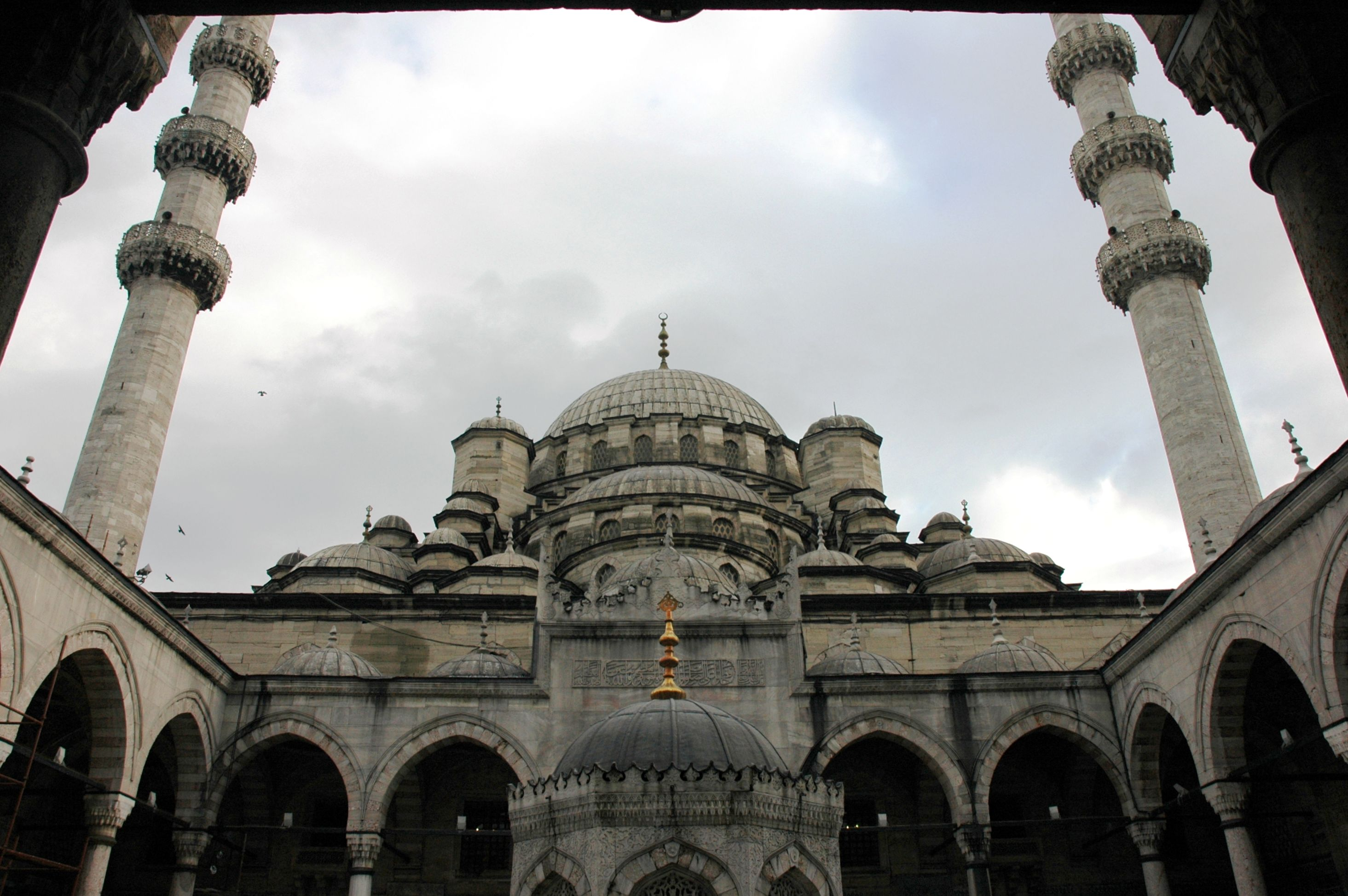
Fațada.
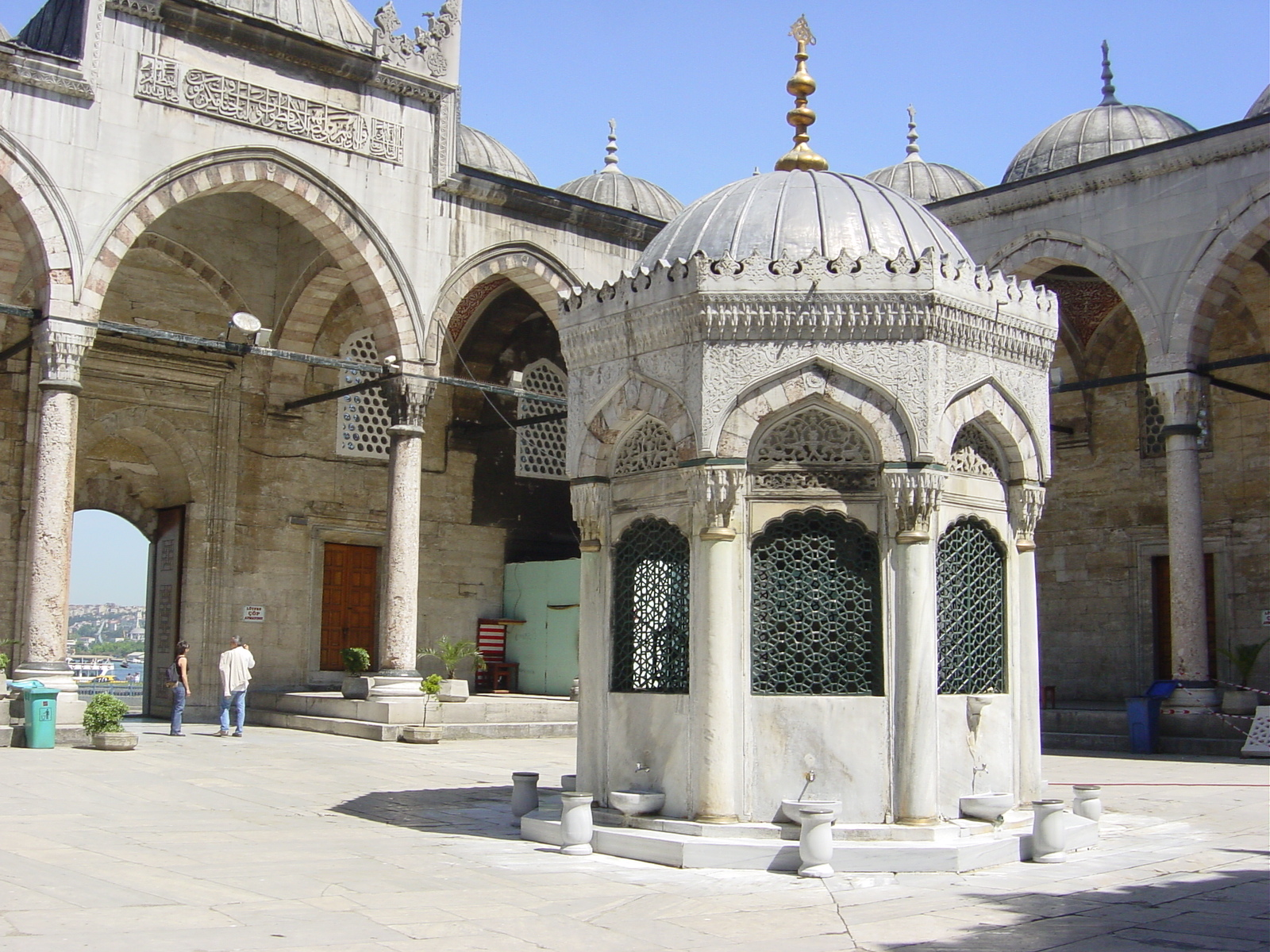
Curtea interioară.
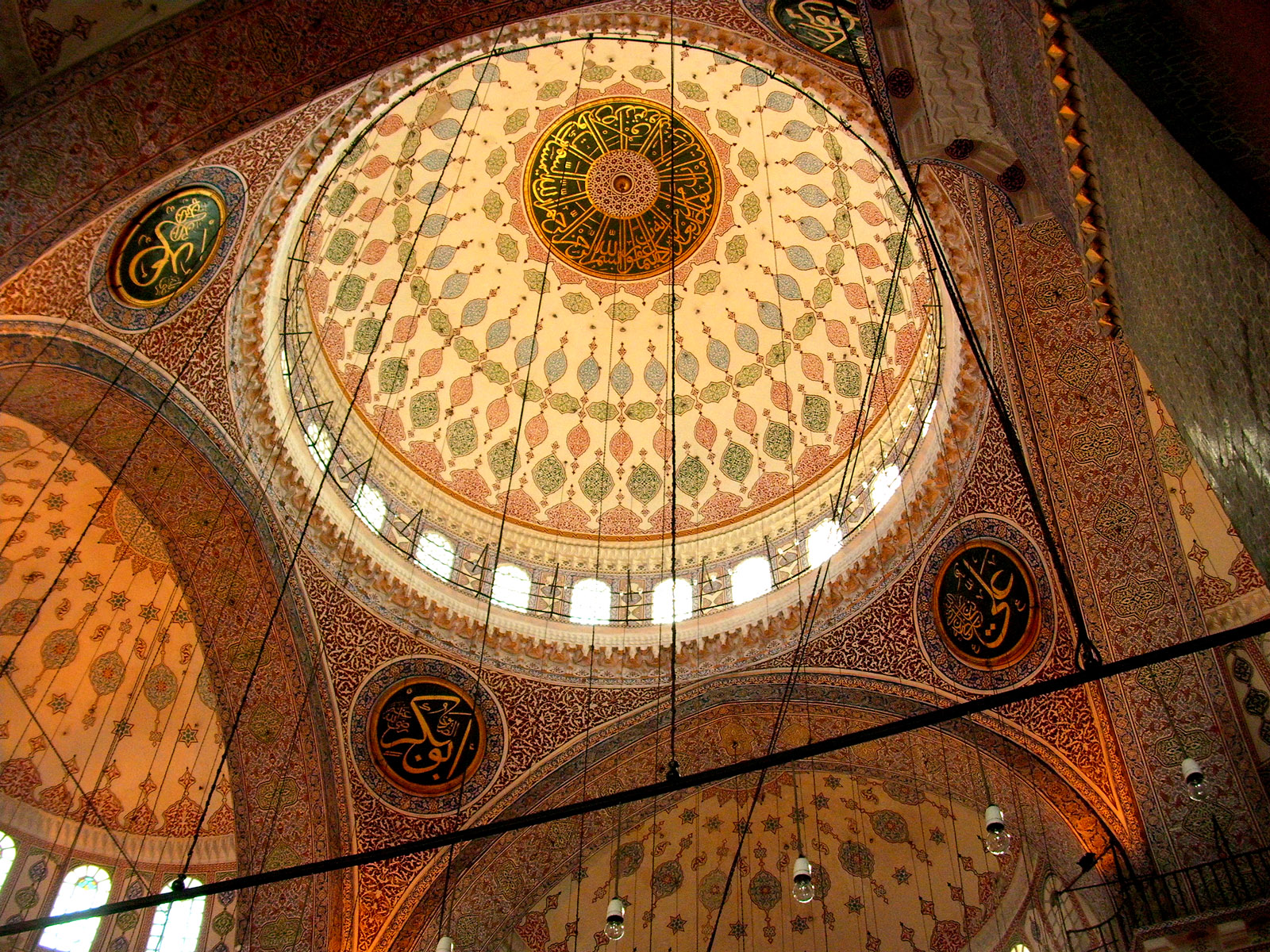
Domul.
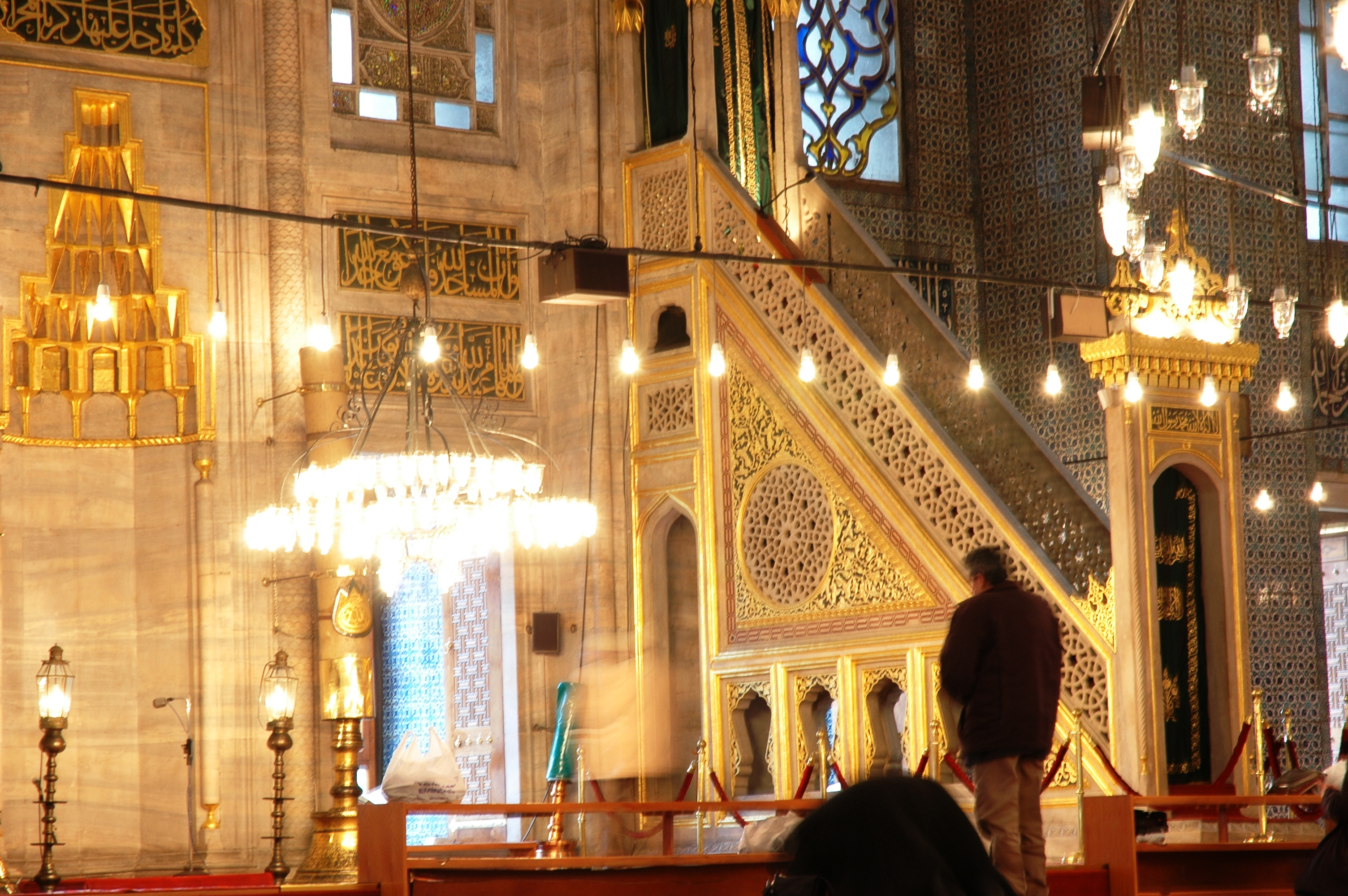
Interiorul.
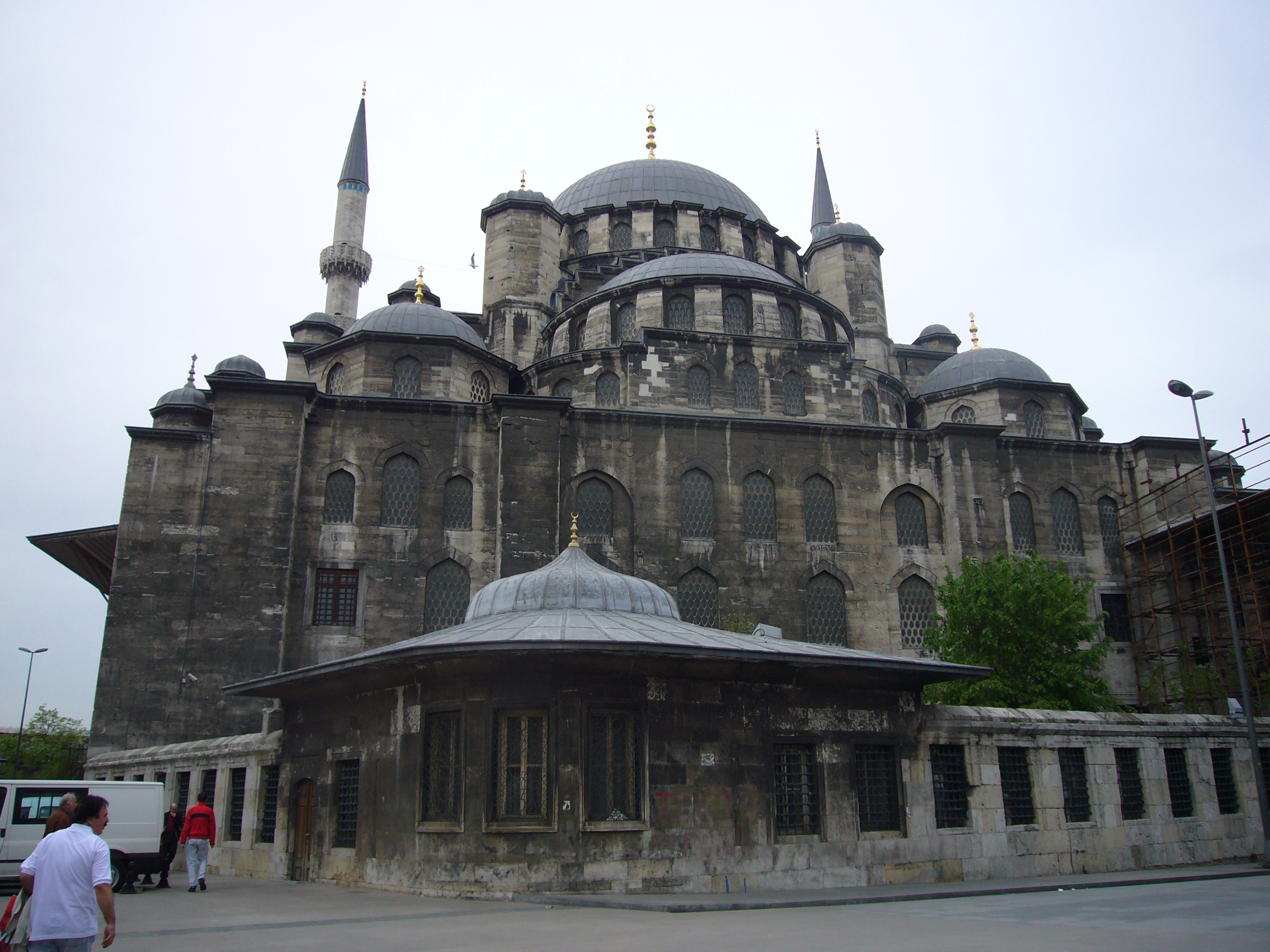
Moscheea văzută din spate